# 普洱道
普洱道，中华民国初期设置的道。
1913年4月置滇南道，治思茅县（今云南普洱市）。1914年6月滇南道改置普洱道，属云南省。辖思茅、普洱、宁洱、他郎、威远、景谷、元江、新平、镇边、澜沧、镇沅、景东、缅宁等县及扛哄、猛班、世袭辕门、猛角（猛）董、圈糯、黄草岭、下允等七土千总；猛戛、世袭、东河、上允、募乃兼贤官等五土把总。辖区约当今云南元江、墨江、江城、勐腊以西，沧源、双江、临沧、景东、新平以南地区。1929年废。